# 中国语言

1990年，美国中情局制作的中国语言分布图

中国语言，是指中國范围内各民族所使用的语言。

## 官方语言
- 中国大陆
  - 根据《中华人民共和国国家通用语言文字法》的规定——“本法所称的国家通用语言文字是普通话和规范汉字”——目前中国大陆的国家通用语言文字是普通话和规范汉字。
  - 根据《中华人民共和国行政诉讼法》的规定——“在少数民族聚居或者多民族共同居住的地区，人民法院应当用当地民族通用的语言、文字进行审理和发布法律文书”——目前中国大陆的官方语言文字包括国家通用语言文字（普通话和规范汉字）和少数民族语言文字。
- 香港
  - 香港的正式语文是汉语（使用繁體字书写，口语並無規範，一般使用粤语）和英语。
- 澳门
  - 澳门的正式语文为汉语（使用繁體字书写，口语並無規範，一般使用粤语）和葡萄牙语。

## 中国各民族语言的概述
由于长期受到汉语的影响，中国的少数民族现在大部分都能使用汉语进行交流。除个别民族以外，绝大多数民族都有自己的语言，也注重保护自己的平等的语言权利和文化遗产。而且由于长期的交流合作，对于语言的影响很大。有的民族同其他民族一起使用同一种语言。
中国各民族语言从语言系属分类上来说，分别属于汉藏语系、蒙古语系、突厥语系、通古斯语系、侗泰语系、苗瑶语系、印欧语系、南亚语系以及南岛语系，另外朝鲜语的归属存在争议。

## 所有语言

### 现代语言

#### 漢藏語系

##### 漢語族
- 官話
  - 北京官话
  - 东北官话
  - 冀鲁官话
  - 胶辽官话
  - 中原官话
  - 兰银官话
  - 西南官话
  - 江淮官话
- 閩語
- 贛語
- 客语
- 徽語
- 晉語
- 吳語
- 湘語
- 粵語
- 土话
- 白語
- 未分类语言，如粵北土話、湘南土話、瓦乡话

##### 藏緬語族
- 喜馬拉雅語群
  - 基拉蒂語支
  - 藏-金瑙爾語支
    - 藏語支
    - 西喜馬拉雅語支

  - 白馬語
- 緬彝語群
  - 緬語支
  - 彝語支
  - 納西語
- 塔尼語支
- 羌-党項語群
  - 党项语（西夏語）
  - 羌語支
  - 嘉絨語支
- 萨尔语群
- 侬语支
- 土家語
- 鲁苏语支

#### 壯侗語系
- 黎語族
  - 黎語
  - 仡隆语（村語）
- 仡央語群
  - 仡基语支
  - 央標语支
- 侗台語族
  - 臨高語
  - 高欄語
  - 台語支
  - 侗水語支
  - 拉珈語

#### 苗瑤語系
- 苗语支
  - 苗语
  - 布努语
  - 巴哼语
  - 优诺语
  - 唔奈语
  - 炯奈语
  - 畲语
- 瑶语支（勉语支）
  - 勉方言
  - 金门方言
  - 标敏方言
  - 藻敏方言

#### 南亞語系
- 卡西—克木语族
  - 佤德昂語支
  - 克木語支
  - 莽語
  - 倈語（珀琉語）
  - 布赓语
  - 布興話
- 核心孟高棉語族
  - 越南语
    - 中國京語

#### 南島語系
- 馬來-波利尼西亞語族
  - 马来语群占语支
    - 回辉话
- 台灣南島語言（中國高山族）

#### 印歐語系
- 英语（日耳曼语族西日耳曼语支，香港官方语言）
- 葡萄牙语（罗曼语族，澳门）
- 俄罗斯语（斯拉夫语族东斯拉夫语支，中國俄罗斯族）
- 色勒庫爾語、瓦罕語（印度-伊朗语族伊朗语支，塔吉克族）

#### 阿爾泰語系（已推翻，曾经的语族现已成为独立的语系）
- 突厥語族
- 蒙古語族
  - 东蒙古语支
- 满－通古斯语族
  - 北满－通古斯语支
  - 南满－通古斯语支

#### 孤立語
- 朝鮮語
  - 中国朝鮮語

#### 混合語
- 五屯話（漢、藏混合語）
- 倒話（漢、藏混合語）
- 扎話（藏、格曼語混合語）
- 唐汪話（漢、東鄉語混合語）
- 誒話（五色話，漢、侗水語支混合語）

#### 克奧爾語
- 澳門土語

### 手語
- 中國手語
- 香港手語

### 古代語言
- 漢藏語系
  - 上古漢語（殷朝至公元前3世紀，och）；中古漢語（7至10世紀，ltc）
  - 古藏語（7至10世紀，otb）；經典藏語（10至12世紀，xct）
  - 象雄語（7至10世紀，xzh）
  - 西夏語（11至14世紀，txg）
- 阿爾泰語系（已推翻，曾经的语族现已成为独立的语系）
  - 古突厥語（7至13世紀，otk）；回鶻語（9至14世紀，oui）；察合台語（chg）
  - 契丹語（10至12世紀，zkt）；中古蒙古語（13至14世紀，xng）；經典蒙古語（1500年前後，cmg）；书面卫拉特语（17至20世紀，xwo）
  - 女真語（juc）
- 印歐語系
  - 吐火羅語（7至10世紀）A （xto）；B （txb）
  - 塞語（xsk）：于闐語（kho）；图木舒克语（xtq）
- 扶餘語系 ?
  - 高句麗語（zkg）
  - 扶餘語（xpy）
  - 扶餘-百濟語（xpp）